# Pestyaki
Pestyaki est un village de l'Oblast d'Ivanovo en Russie.